# Ingvild Holm
Ingvild Holm, född 1965, är en norsk skådespelare. Mellan 1987 och 2011 var hon med i den fria teatergruppen Baktruppen.

## Filmografi
- 1994 – Drömspel (Agnes)

## Fotnoter
1. ↑  läs online, www.birthday.se .[källa från Wikidata]
2. ↑  läs online, www.proff.no .[källa från Wikidata]